# NACA-Profile

Geometrie eines Profils – 1: Nullauftriebslinie (zero lift line); 2: Flügelnase (leading edge); 3: Krümmungsradius der Flügelnase (nose circle); 4: Wölbung maximale Profildicke (max. thickness); 5: Wölbung (camber); 6: obere Profilseite (upper surface); 7: Profilhinterkante (trailing edge); 8: Skelettlinie (main camber line); 9: untere Profilseite (lower surface)

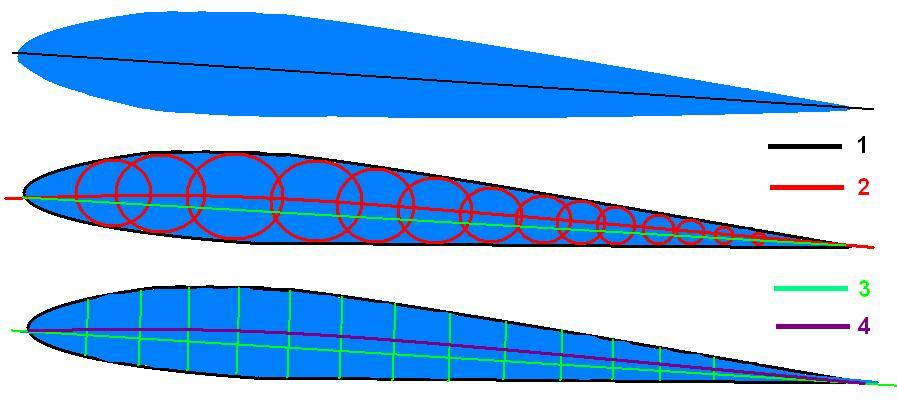
Profillinie – 1: Profilsehne (chord), 2: Skelettlinie (Krümmung; camber), 3: Sehne, 4: Skelettlinie

A: blaue Linie = Profilsehne (chord), grüne Linie = Skelettlinie (camber), B: blauer Kreis = Krümmungsradius (leading edge radius), C: x-y-Koordinatensystem für die Profilgeometrie (Profilsehne = x-Achse; y-Achse liegt an der Profilvorderkante an)

Die NACA-Profile sind zweidimensionale Querschnitte von Tragflächenprofilen für Flugzeugtragflächen, die vom National Advisory Committee for Aeronautics (NACA, 1915–1958; ging 1958 in der NASA auf) für den Entwurf von Tragflächen (englisch airfoil design) entwickelt wurden.
Die NACA-Profile sind Variationen eines Ursprungsprofils. Die NACA hat zur vereinheitlichten Beschreibung von Profilen zahlreiche Profiltabellen zu den verschiedenen NACA-Profilen erstellt (NACA-Katalog). Diese Tabellen enthalten geometrische Daten und die Profilbeiwerte (Auftriebskoeffizient cA, Widerstandskoeffizient cW und Momentenkoeffizient cM) für die verschiedenen Anstellwinkel.

## Geschichte
Während der 1930er Jahre wurden von der NACA verschiedene Variationen von Profilen und Profilkrümmungen untersucht. Dabei wurden auch die Profildicke, die Lage der Profildicke, die Lage der Profilkrümmung, der Radius der Flügelvorderkante und andere Profilparameter variiert.
Die NACA untersuchte erstmals 1933 am Langley Research Center systematisch die Eigenschaften von 78 Tragflächenprofilen im Windkanal (ein „Variable Density Wind Tunnel“) für verschiedene Dickenfamilien und Krümmungsfamilien. Dieser bahnbrechende NACA-Report Nr. 460 schuf die Grundlage für den Tragflächenbau vieler US-amerikanischer Flugzeuge aus der Zeit des Zweiten Weltkriegs (DC-3, B-17, P-38).
Diese ersten NACA-Profile wurden durch eine vierstellige Zahl (4er-Serie; engl. 4-series) klassifiziert, der die Abkürzung „NACA“ beigefügt wurde. Nach den ersten vierstelligen NACA-Profilreihen wurden in den Folgejahren weitere NACA-Profilreihen errechnet und getestet: 5-, 6- und 7-stellige Klassifikationen zur Beschreibung von Profilen, sowie weitere Modifikationen.
Auch wenn noch einige NACA-Profile bei Flugzeugen, die vor 1955 konstruiert wurden, in Gebrauch sind, so wurden die NACA-Profile heute durch die Fortschritte der Rechentechnik überholt. Jedoch können mit dem Bezeichnungssystem der NACA-Profile auch noch modernere Profile näherungsweise beschrieben werden.
Heutzutage werden für den Profilentwurf die Profile nicht mehr aus Tabellen (mit den Abmessungen des Profils und den Druckwerten) ausgesucht, sondern das Profil wird individuell, entsprechend den vorgegebenen Leistungserwartungen, konstruiert. Denn mit der Methode der „vorgefertigten“ Profile, zu denen auch die NACA-Profile zählen, ist keine lokal begrenzte Änderung des Profils möglich oder vorgesehen. Außerdem gehen heutzutage der Tragflügelentwicklung (Konfiguration und Auslegung) dreidimensionale Berechnungen voraus, während für die NACA-Profile nur zweidimensionale Berechnungen und überhaupt keine dreidimensionale Geometriedefinition vorgesehen sind (z. B. Pfeilung, Schränkung, Rumpf-Flächenübergang). Beim dreidimensionalen Tragflächenentwurf ist die Profilierung der Tragfläche nur ein Teilaspekt der dreidimensional optimierten Strömungsführung.
Der Prozess der Profilentwicklung hat sich gegenüber früher sozusagen umgekehrt. Das Profil wird nicht mehr einem Profilkatalog entnommen und daraus die Leistungsdaten berechnet, sondern nach Vorgabe der Leistungsdaten wird ein maßgeschneidertes Profil berechnet.

## Vorgeschichte

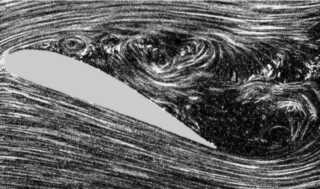
Ablösung der laminaren Strömung auf der Profiloberseite

Obwohl der erste Motorflug 1903 durch die Brüder Wright in den USA erfolgte, zeigte die rasante technische Entwicklung der Flugzeuge in den Folgejahren, auch während der Kriegsjahre 1914–1918, dass Europa in der Entwicklung der Flugzeuge die Führung übernommen hatte. Schließlich gab es hier seit den Arbeiten von George Cayley (1799) und den Gleitflügen von Otto Lilienthal (1895) praktische Erfahrungen und auch theoretische Vorarbeiten. Bereits 1902 hatte Kutta und 1906 Schukowski eine Formel zur Profilgenerierung entwickelt (die Kutta-Schukowski-Transformation), mit der erste auftriebserzeugende Profile entwickelt werden konnten.
Unter anderem wurde auch wegen des theoretischen und technischen Rückstandes der USA in der Luftfahrt 1915 die NACA gegründet, das „Nationale Beratungskomitee für Luftfahrt“, um die Luftfahrttechnik in den USA zu fördern und den europäischen Vorsprung aufzuholen. Die Innovationen im Flugzeug- und Antriebsbau sollten von der NACA koordiniert werden und auf eine wissenschaftliche Grundlage gestellt werden, um die amerikanische Luftfahrtindustrie zu fördern.

## Vierstellige NACA-Serie
Für die vierstellige NACA-Serie wurden 78 Profile im Windkanal getestet. Die Auswahl der Profile war recht willkürlich, da es an theoretischen Grundlagen mangelte. Man konnte sich bei der Auswahl der Profile und deren systematischen Variation lediglich auf Erfahrungen aus vorherigen Experimenten mit Profilformen stützen.
Die vier Ordnungsziffern repräsentieren drei geometrische Werte des Profils (Profilwölbung, Wölbungsrücklage und maximale Profildicke), die für die Eigenschaften des Profils ausschlaggebend sind. Nicht alle 78 Profile werden unbedingt von Flugzeugen genutzt, aber die Testdaten stellten den Flugzeugherstellern eine große Auswahl an Profilen zur Verfügung. Nach der Veröffentlichung dieser systematischen Untersuchung fanden die NACA-Profile eine weite Verbreitung. Das NACA-Profil 2412 (siehe unten) wird sogar heute noch verwendet. Die Bezifferung dieser Serie erlaubt es den Aerodynamikern, direkt das Profil auszusuchen, das die von ihnen gewünschten geometrischen Daten hat.
Die Parameter der vier Ziffern, die das jeweilige NACA-Profil der NACA-Profilreihe bezeichnen, können in Gleichungen eingesetzt werden, die der Berechnung des genauen Querschnitts der Tragfläche und ihrer Eigenschaften dienen.
Diese wissenschaftliche Arbeit The Characteristics of 78 Related Airfoil Sections from Tests in the Variable-Density Wind Tunnel. zur Untersuchung der 78 Profilformen war ein Meilenstein der Entwicklung von aerodynamischen Profilen. In ihrem Bericht fanden die Autoren N. Eastman, Kenneth Jacobs, E. Ward und Robert M. Pinkerton, dass es zwischen den verschiedenen Profilen, die die besten Eigenschaften hinsichtlich Auftriebsbeiwert und Widerstandsbeiwert gezeigt hatten, gewisse Ähnlichkeiten gab. Als die beiden wichtigsten Variablen für die Eigenschaften des Profils erwiesen sich die Krümmung der Skelettlinie und die Verteilung der Profildicke oberhalb und unterhalb dieser Linie. Die Autoren entwickelten eine Reihe von Formeln, die es erlaubten, durch Einsetzen dieser beiden Variablen eine ganze Familie von Profilformen mit ähnlichen Eigenschaften zu entwerfen. Mit der Verfeinerung der Methoden zum Profil-Design (Profilentwurf) wurden immer mehr Variablen in die Berechnungen einbezogen. Diese beiden Basisvariablen blieben jedoch auch weiterhin für die NACA-Profile entscheidend.
Die NACA-Profile haben ihren Ursprung in einer Windkanalmessreihe für ein vollsymmetrisches Profil, mit einer Dickenrücklage von 30 % (größte Dicke der Tragfläche bei 30 % der Profiltiefe).
Das Konstruktionsprinzip der NACA-Profile beruht auf Kreisen, die auf einer Linie, der Profilmittellinie, gezeichnet werden. Um diese Kreise wird tangential eine Profilformlinie erstellt.
Für die Flügelwurzel und die Flügelspitze werden oft unterschiedliche NACA-Profile verwendet (aerodynamische Schränkung). So hatte beispielsweise die Paschinin I-21 das NACA-Profil: NACA-0012-0009, was bedeutet, dass NACA-0012 an der Flügelwurzel und NACA-0009 an der Flügelspitze als Profilform verwendet wurde.
Das NACA-Profil kann variiert werden, indem die Profilmittellinie um einen bestimmten Prozentwert der Profiltiefe nach oben gewölbt wird. Eine weitere Variationsmöglichkeit stellt die Verschiebung des höchsten Wölbungspunktes um einen bestimmten Prozentwert der Profiltiefe nach vorn oder hinten dar.
Die Profile der vierstelligen NACA-Serie werden manchmal auch zusammengefasst als NACA-XXXX Serie bezeichnet und die Profile mit zwei führenden Nullen als NACA-00XX Serie.
Die vierstellige NACA-Serie definiert das Profil durch:
- die 1. Ziffer, für die maximale Profilwölbung – angegeben in Prozent, bezogen auf die Profilsehne (also: bezogen auf die Länge der Profilsehne).
- die 2. Ziffer, für die Wölbungsrücklage – in Zehnteln der Profilsehne (also: in Zehnteln der Länge der Profilsehne).
- die 3. und 4. Ziffer bezeichnet die maximale Profildicke – angegeben in Prozent, bezogen auf die Profilsehne.

Die Dickenrücklage der vierstelligen NACA-Profile liegt immer bei 30 %.
Die Bedeutung der Ziffern kann auch zusammengefasst werden als: NACA pmxx oder NACA pmxx-ab. (Die Buchstaben pmxx-ab stehen für:
- p – maximale Wölbung (angegeben in % der Profiltiefe)
- m – Wölbungsrücklage (angegeben als 1/10 der Profiltiefe)
- xx – maximale Profildicke (angegeben in % Profiltiefe)
- a – Index für den Nasenradius
- b – Dickenrücklage.)

Wenn Nasenradius und Dickenrücklage nicht angegeben werden, dann sind sie eine Funktion der anderen Parameter. Bei der vierstelligen NACA-Serie liegt die maximale Profildicke definitionsgemäß als Standard bei 30 % der Profilsehne (gemessen von der Tragflächenvorderkante).
| Vierstellige NACA-Profile | Vierstellige NACA-Profile | Vierstellige NACA-Profile | Vierstellige NACA-Profile | Vierstellige NACA-Profile | Vierstellige NACA-Profile |
| ------------------------- | ------------------------- | ------------------------- | ------------------------- | ------------------------- | ------------------------- |
| 0006                      | 0009                      | 0012                      | 0015                      | 0018                      | 0021                      |
| 0025                      |                           |                           |                           |                           |                           |
|                           |                           |                           |                           |                           |                           |
| (2206)                    | 2306                      | 2406                      | 2506                      | (2606)                    | (2706)                    |
| (2209)                    | 2309                      | 2409                      | 2509                      | (2609)                    | (2709)                    |
| 2212                      | 2312                      | 2412                      | 2512                      | 2612                      | 2712                      |
| (2215)                    | 2315                      | 2415                      | 2515                      | (2615)                    | (2715)                    |
| (2218)                    | (2318)                    | 2418                      | 2518                      | (2618)                    | (2718)                    |
| (2221)                    | (2321)                    | 2421                      | 2521                      | (2621)                    | (2721)                    |
|                           |                           |                           |                           |                           |                           |
| (4206)                    | 4306                      | 4406                      | 4506                      | (4606)                    | (4706)                    |
| (4209)                    | 4309                      | 4409                      | 4509                      | (4609)                    | (4709)                    |
| 4212                      | 4312                      | 4412                      | 4512                      | 4612                      | 4712                      |
| (4215)                    | 4315                      | 4415                      | 4515                      | (4615)                    | (4715)                    |
| (4218)                    | 4318                      | 4418                      | 4518                      | (4618)                    | (4718)                    |
| (4221)                    | 4321                      | 4421                      | 4521                      | (4621)                    | (4721)                    |
|                           |                           |                           |                           |                           |                           |
| (6206)                    | 6306                      | 6406                      | 6506                      | (6606)                    | (6706)                    |
| (6209)                    | 6309                      | 6409                      | 6509                      | (6609)                    | (6709)                    |
| 6212                      | 6312                      | 6412                      | 6512                      | 6612                      | 6712                      |
| (6215)                    | 6315                      | 6415                      | 6515                      | (6615)                    | (6715)                    |
| (6218)                    | 6318                      | 6418                      | 6518                      | (6618)                    | (6718)                    |
| (6221)                    | 6321                      | 6421                      | 6521                      | (6621)                    | (6721)                    |
|                           |                           |                           |                           |                           |                           |
| 0006T                     | 0006B                     | 0012T                     | 0012B                     | 0018T                     | 0018B                     |
| 2R112                     | 2R212                     | 0012F0                    | 0012F1                    |                           |                           |

Die Vorteile der Tragflächenprofile der vierstelligen NACA-Serie sind:
- gute Überzieh-Eigenschaften,
- eine nur geringe Verschiebung des Druckpunktes über große Geschwindigkeitsbereiche hinweg,
- Rauhigkeiten auf dem Profil haben nur geringen Einfluss auf die aerodynamischen Eigenschaften des Profils.

Die Nachteile der Tragflächenprofile der vierstelligen NACA-Serie sind:
- nur ein niedriger Auftriebskoeffizient,
- relativ hoher Luftwiderstand,

Eingesetzt wurden und werden Profile dieser Serie vorzugsweise für Tragflächen bei Flugzeugen der Allgemeinen Luftfahrt. Symmetrische Profile der Vierer-Serie werden für Höhenruder, Rotorblätter für Hubschrauber, Tragflächen für Überschallflugzeuge und Stabilisierungsflügel für Raketen verwendet.
Mit vier Ziffern lassen sich theoretisch 9999 verschiedene NACA-Profile darstellen. Die NACA hat jedoch in ihrer Untersuchung die Variation der Profile gröber abgestuft, so dass 114 Profile betrachtet wurden, von denen aber nur 78 näher im Windkanal untersucht wurden. Die in der nebenstehenden Tabelle in Klammern stehenden NACA-Profile wurden nicht im Windkanal untersucht.
Die Profilwölbung konnte 4 verschiedene Werte annehmen (1. Ziffer) – die Werte 0, 2, 4 oder 6 (% der Profiltiefe) annehmen.
Die Wölbungsrücklage konnte 7 verschiedene Werte annehmen (2. Ziffer) die Werte 0, 2, 3, 4 … 7 (also 0 %, 20 %, 30 %, 40 % bis 70 % der Profiltiefe).
Die maximale Profildicke konnte 6 verschiedene Werte (3. und 4. Ziffer) – die Werte 06, 09, 12, 15, 18 oder 21 (% der Profiltiefe).
Von den symmetrischen Profilen der NACA-00xx Serie wurden 7 Profile untersucht. Als Besonderheit gab es hier noch ein Profil mit der maximalen Profildicke 25 % (NACA-0025).
Wenn ein Profil keine Profilwölbung hat (1. Ziffer = 0), dann hat es auch keine Wölbungsrücklage (2. Ziffer = 0). Bei einer führenden Null muss die 2. Ziffer also auch zwingend Null sein (symmetrische Profile der NACA-00xx Serie). Es kann also beispielsweise kein NACA-0312 Profil geben.

### NACA-Profil 0012

NACA 0012

Laminare Stromlinien um ein NACA-0012-Profil

Die beiden ersten Ziffern geben die Profilwölbung (engl. camber) an. Im konkreten Fall geben die beiden führenden Nullen an, dass keine Profilwölbung vorliegt. Die beiden letzten Ziffern (12) geben an, dass das Verhältnis Profildicke zu Länge der Profilsehne max t/c=12 % ist (TOC=0,12). Die Profilumströmung des NACA-0012 ist ein häufiger Testfall in der numerischen Strömungsmechanik.

### NACA-Profil 0015

NACA 0015

Das NACA-Profil 0015 ist symmetrisch. Die beiden führenden Nullen geben an, dass es keine Profilwölbung hat. Die 15 gibt an, dass das Verhältnis Profildicke zu Länge der Profilsehne 15 % beträgt. Folglich hat das Profil bei einer Länge von 1 m (Länge der Profilsehne) eine Profildicke von 15 cm.

### NACA-Profil 2412

NACA 2412

Das NACA-Profil 2412 ist semi-symmetrisch. Flugzeuge mit diesem Tragflächenprofil sind gutmütig zu fliegen, für den Piloten einfach zu handhaben und einfach zu bauen. Da dieses Profil relativ dick ist, lässt sich ohne größeren Aufwand eine stabile Tragfläche mit diesem Profil bauen. Andererseits ist das Profil nicht besonders schnell, aber noch ausreichend schnell. Die Luftströmung an der Profilhinterkante hat nicht die Tendenz, sich abzulösen. Dieses gutmütige Verhalten ist besonders bei Störungen der Profilform vorteilhaft, da kleinere Störungen (beispielsweise Baufehler, Dellen oder Löcher) keine besonders negative Auswirkung auf das aerodynamische Verhalten des Profils haben. Jedoch ist die kritische Reynolds-Zahl wegen der dicken Tragflächenvorderkante (Flügelnase) wesentlich höher, als sie bei effektiveren Tragflächenprofilen ist.
Bedeutung der drei Ziffern des NACA-2412-Profils:
- 1. Ziffer: 2 – maximale Wölbung von 2 % (der Länge der Profilsehne),
- 2. Ziffer: 4 – mal 10 = 40 %. Also liegt die maximale Wölbung bei 40 % der Länge der Profilsehne (gemessen von der Tragflächenvorderkante).
- 3. und 4. Ziffer: 12 – die maximale Dicke des Profils (Profildicke) beträgt 12 % der Länge der Profilsehne.

Radius der Flügelvorderkante: 1,58; Neigung des Radiusses durch die Flügelvorderkante: 0,10
Kurzfassung: NACA 2412 hat 2 % Wölbung, welche 4/10 hinter der Flügelnase liegt, und 12 % Profildicke (im Verhältnis zur Profiltiefe).
Die Cessna 150 (23.954 gebaute Flugzeuge) und die Cessna 182 (25.000 gebaute Flugzeuge) hatten ein modifiziertes NACA-2412-Profil.

### NACA-Profil 6412

NACA 6412

Dieses Profil kombiniert ein Profil von der Dicke eines NACA-0012-Profils mit einer 64er Krümmungslinie – die größte Profilwölbung von 6 % (im Verhältnis zur Profiltiefe) liegt bei 40 % der Profiltiefe.
Das NACA-Profil 4412 ist ein weiteres bekanntes Profil, das eine sehr breite Anwendung bei Leichtflugzeugen fand, z. B. Cessna.

### Modifikationen der vierstelligen NACA-Serie
Unter den 78 untersuchten Profilen waren auch einige Modifikationen der standardisierten vierstelligen NACA-Profile, um eine Aussage über ihre besonderen aerodynamischen Eigenschaften treffen zu können.

#### R-Modifikationen

NACA 2R_{1}12

NACA 2R_{2}12

Die R-Modifikationen (engl. reversed; deutsch: umgekehrt) der Untersuchung waren die NACA-Profil 2R112 und 2R212. Sie haben als Abwandlung des Grundprofils 0012 eine leicht nach oben gebogene Profilhinterkante. Bei den symmetrischen Standardprofilen zeigt die Profilhinterkante direkt nach hinten. Bei den gewölbten Standardprofilen zeigt sie leicht nach unten, während sie bei den R-Modifikationen in die umgekehrte Richtung zeigt (R – reversed – umgekehrt) – leicht nach oben. Durch die leicht nach oben gebogene Profilhinterkante wird der maximale Auftriebsbeiwert (cA max) verringert. Damit einhergehend wird der Widerstandsbeiwert (cW) verringert. Während der Maximalauftrieb deutlich verringert wird, wird der Widerstand nur in geringerem Umfang verringert. Das Grundprofil NACA 2R112 wurde bei fast allen Messerschmitt-Flugzeugen eingesetzt z. B. Bf 109, Bf 110, Me 323.
Ein kleiner Profilradius ist sehr kritisch für den maximalen Auftrieb.
Das NACA-Profil 2R212 (auch 2R(2)12 geschrieben) ist eine Abwandlung des 0012-Profils. Die Profildicke beträgt 12 %. Das NACA-Profil 2R212 hat an der Profilhinterkante eine negative Wölbung, durch die die Skelettlinie an der Hinterkante um 2° nach oben gerichtet ist, um das negative Nickmoment (cM) um das aerodynamische Zentrum, das ein instabiles Nickverhalten bei Änderung des Anstellwinkels bewirken würde, zu verringern.
Andere Derivate des 0012-Profils sind die NACA-Profile 2R215 und 2R218.
Die Profile 0012 und 2R112 haben beide jeweils cA max=1,53 und das Profil 2R212 hat cA max=1,47.

#### B- und T-Modifikationen

NACA 0018T

NACA 0018B

Von den symmetrischen Profilen gibt es B- und T-Modifikationen. Das angehängte „T“ (engl. tall; deutsch: schlank) steht für einen kleineren Nasenradius und das angehängte „B“ (engl. broad; deutsch: breit) steht für einen größeren Nasenradius, als beim Standardprofil.
Beispiele:
- 0006; 0006T; 0006B;
- 0012; 0012T; 0012B;
- 0018; 0018T; 0018B.

Die Profiländerungen der B- und T-Modifikationen wurden durch systematische Änderungen der Gleichung erreicht, die das normale Profil definiert. Die daraus resultierende Änderung betrifft hauptsächlich den Nasenradius, aber auch in geringerem Umfang das übrige Profil. Lediglich die Profildicke und die Profilhinterkante bleibt unverändert.
| Nasenradius (an der Profilvorderkante) | Nasenradius (an der Profilvorderkante) | Nasenradius (an der Profilvorderkante) | Nasenradius (an der Profilvorderkante) |
|                                        | T-Serie                                | Standard-Serie                         | B-Serie                                |
| -------------------------------------- | -------------------------------------- | -------------------------------------- | -------------------------------------- |
| 0006                                   | 0,10                                   | 0,39                                   | 1,19                                   |
| 0012                                   | 0,40                                   | 1,58                                   | 3,80                                   |
| 0018                                   | 0,89                                   | 3,55                                   | 7,15                                   |

#### F-Modifikationen

NACA 0012F_{0}

NACA 0012F_{1}

Die F-Modifikationen (engl. flexed; deutsch: gekrümmt) 0012F0 und 0012F1 gehen von einem 0012-Profil aus, dessen Hinterkante nach unten gekrümmt ist (0012F1) bzw. nicht nach unten gekrümmt ist, also gerade nach hinten steht (0012F0).
Diese Profile sind im Vergleich zum Standardprofil im vorderen Drittel (Profiltiefe: 0,0 bis 0,3) unverändert belassen worden und nur an der Hinterkante modifiziert wurde. Ab einer Profiltiefe von 0,7 hat das Profil durchgehend bis zur Hinterkante eine sehr geringe Profildicke. Das mittlere Drittel des Profils (Profiltiefe: 0,3 bis 0,7) verbindet das vordere und das hintere Drittel mit einer gleichmäßig gekrümmten Kurve. Die Profile der F-Modifikation (0012F0 und 0012F1) haben einen sehr starken Wechsel der Profildicke entlang der Profiltiefe.
Mit diesen Modifikationen wollte die NACA-Profile simulieren, die flexible Hinterkanten haben. Das 0012F0-Profil hat eine gerade Hinterkante, die für Hochgeschwindigkeitsbedingungen gedacht war. Beim 0012F1-Profil ist die Hinterkante in einem kreisförmigen Bogen nach unten abgewinkelt.
Beide Profile erreichen einen sehr großen maximalen Auftrieb (cA max), wobei der Widerstand (cW) noch in vernünftig kleinen Größen bleibt. Das Widerstands-Auftriebs-Verhältnis ist nur geringfügig ungünstiger als beim NACA-Profil 2412.

### Zwei NACA-Profile an einer Tragfläche
Viele modernere Flugzeuge der alten Generation, die überhaupt noch NACA-Profile haben, haben oft an der gleichen Tragfläche eine Kombination von zwei oder mehr Tragflächenprofilen (aerodynamische Schränkung), wobei meist die Profile an der Tragflächenwurzel und an der Tragflächenspitze angegeben werden:
- Focke-Wulf Fw 190, Grumman F6F Hellcat, Vought F4U Corsair: NACA 23015 und NACA 23009
- Beechcraft Model 50: NACA 23014.1 und NACA 23012
- Boeing B-17: NACA 0018 und NACA 0010
- Cessna 152: NACA 2412 und NACA 0012
- Cessna 172 (43.000 Stück) (ab Modelljahr 1973): NACA 2412 und NACA 2412 (modifiziert)
- Cessna 550 Citation II: NACA 23014 und NACA 23012
- Douglas DC-3: NACA 2215 und NACA 2206
- Fairchild-Republic A-10 II: NACA 6716 und NACA 6713
- Sikorsky S-61 SH-3 Sea King: NACA 0012 und NACA 0012

## Fünfstellige NACA-Serie
In den späten 1930er Jahren führte die NACA weitere Untersuchungen an Tragflächenprofilen durch, um deren maximalen Auftrieb zu erhöhen. Das führte zur fünfstelligen NACA-Serie.
Die erste Ziffer (maximale Wölbung) und die letzten beiden Ziffern (maximale Profildicke) liefern die gleichen Informationen, wie bei der vierstelligen NACA-Serie. Die zweite Ziffer zeigt jedoch die Zwanzigstel der Profiltiefe an und nicht wie bei der vierstelligen Serie die Zehntel der Profiltiefe.
Beispiel: Das Profil NACA 23012 wird von der Beechcraft Bonanza verwendet. Hier steht die zweite Ziffer für 3/20. Die dritte Ziffer kann nur die Werte „0“ oder „1“ annehmen. „0“ steht für ein Profil ohne Profilkrümmung und „1“ für ein Profil mit Profilkrümmung – gekrümmte Skelettlinie (engl. mean camber line oder meanline).
Die fünfstellige NACA-Serie beschreibt komplexere Profilformen als die vierstellige Serie. Die Ziffern definieren das Profil wie folgt:
- die 1. Ziffer wird mit 0,15 multipliziert und ergibt dann den Auftriebskoeffizienten {\displaystyle c_{a}} (siehe Polardiagramm);
- die 2. und 3. Ziffer wird durch 2 geteilt und ergibt p – den Abstand von der Profilvorderkante bis zur maximalen Profilkrümmung (als Prozentangabe im Verhältnis zur Profiltiefe);
- die 4. und 5. Ziffer gibt die maximale Profildicke an (als Prozentangabe im Verhältnis zur Profiltiefe);

Die Skelettlinie wird in zwei Sektionen definiert:
{\displaystyle y={\begin{cases}{\frac {k_{1}}{6}}\left\{x^{3}-3mx^{2}+m^{2}(3-m)x\right\},&0<x<m\\{\frac {k_{1}m^{3}}{6}}(1-x),&m<x<1\end{cases}}}
Dabei werden die x- und y-Koordinaten durch die Linie der Profiltiefe skaliert. Die Konstante m wurde gewählt, damit die größte Profilkrümmung bei x = p auftritt.
Beispiel: Für die Profilkrümmungslinie 230 ist p = 0,3 / 2 = 0,15 und m = 0,2025.
Die Vorteile der Tragflächenprofile der fünfstelligen NACA-Serie sind:
- größerer maximaler Auftriebskoeffizient als bei der vierstelligen Serie,
- geringes Nickmoment (engl.: pitching moment),
- Rauhigkeiten auf dem Profil haben nur geringen Einfluss auf die aerodynamischen Eigenschaften des Profils.

Die Nachteile der Tragflächenprofile der fünfstelligen NACA-Serie sind:
- schlechte Überzieh-Eigenschaften,
- relativ hoher Luftwiderstand.

Eingesetzt wurden und werden Profile dieser Serie vorzugsweise für Tragflächen bei Flugzeugen der Allgemeinen Luftfahrt, für kolbenmotorgetriebene Bomber und Transporter, Commuter-Flugzeuge (Zubringer) und Geschäftsreiseflugzeuge.
Beispiele: NACA 23009, NACA 23012, NACA 23015, NACA 23018

### NACA 12045
Beispielsweise hat das NACA 12045 Profil eine maximale Profildicke von 45 % der Profiltiefe (4. und 5. Ziffer). Diese maximale Profildicke liegt bei 10 % der Profiltiefe (von der Flügelvorderkante aus; 2. und 3. Ziffer). Die maximale Wölbung beträgt 1 % (erste Ziffer).

### NACA 23012
Das NACA 23012 Profil kombiniert eine 230er Profillinie mit einer 0012 Profildicke (der Vierer-Serie).
Die 230er Profillinie hat einen Auftriebsbeiwert CA = 0,3 und eine Profilkrümmung von 15 %. TOC = 0,12. (siehe auch S-Schlag-Profil)

## Modifikationen der vierstelligen und fünfstelligen NACA-Serien
Die vier- bzw. fünfstelligen NACA-Serien können mit einem zusätzlichen zweistelligen Code modifiziert werden. Dieser Code wird, durch einen Bindestrich getrennt, an die NACA-Serie angehängt.
- die 1. Codeziffer beschreibt die Rundung (den Krümmungsradius) der Flügelvorderkante (0 steht für eine besonders scharfe Flügelvorderkante; 6 steht für die ursprüngliche Rundung der Flügelvorderkante; 9 steht für eine besonders runde Kante; die Ziffern dazwischen werden auch verwendet):
- die 2. Codeziffer beschreibt den Abstand der größten Profildicke in Zehntelprozent im Verhältnis zur Profiltiefe.

Beispiele: NACA 0008-34, NACA 0010-34, NACA 0010-35, NACA 0010-64, NACA 0010-65, NACA 0010-66, NACA 0012-34, NACA 0012-64

### NACA 1234-05
Das Profil NACA 1234–05 ist ein NACA 1234 Profil mit einer scharfen Flügelvorderkante (1. Codeziffer). Die größten Profildicke (maximale Profildicke) liegt bei 50 % der Profiltiefe (2. Codeziffer; 5 : 10 = 0,5; das entspricht 50 %).
Für eine noch größere Genauigkeit können die beiden Codeziffern auch mit zusätzlichen Dezimalstellen geschrieben werden. Beispiel: NACA 1234-0.2 5.8.

## Einer-Serie
Namensgebend für die 1er-Serie (engl. 1-series) ist die führende Eins in der Profilbezeichnung. Die 1er-Serie wird auch als 16er-Serie bezeichnet oder als NACA 16-xxx Serie. Die Entwicklung der 1er-Serie gründet sich mehr auf theoretische Überlegungen, als auf Variation von geometrischen Beziehungen.
In den 1930er Jahren wurde eine neue Vorgehensweise beim Entwurf von Profilen gewählt. Bis dahin wurden zuerst die Profilformen gebaut und danach ihre Eigenschaften im Windkanal gemessen. In den 1930er Jahren ging man dazu über die gewünschten Auftriebseigenschaften zu formulieren und daraus das Profil zuerst zu berechnen, bevor es gebaut wurde.
Die 1er-Serie diente der Untersuchung von Profilmodifikationen, die besonders für den Hochgeschwindigkeitsbereich bestimmt waren, insbesondere für Propellerprofile. Die Lage der Profildicke ist daraufhin optimiert, um einen geringen induzierten Luftwiderstand zu erzeugen und somit eine hohe kritische Machzahl zu erreichen.
Die Profile der 1er-Serie werden mit fünf Ziffern beschrieben, außer in Fällen, wo der „designed“ Auftriebskoeffizient gleich oder größer 1,0 ist.
Die Profile der NACA Einer-Serie werden durch fünf Ziffern charakterisiert:
- die 1. Ziffer repräsentiert die Klassifikation der Serie. Die „1“ zeigt an, dass es sich um ein Profil der Einer-Serie handelt;
- die 2. Ziffer beschreibt den Abstand der minimum pressure area (deutsch: Gebiet des geringsten Drucks) von der Flügelvorderkante (angegeben als Prozentsatz im Verhältnis zur Länge der Profilsehne). Die Ziffer muss mit 10 multipliziert werden.
- die 3. Stelle ist ein Bindestrich;
- die 3. Ziffer beschreibt den Auftriebsbeiwert (als Maß für die Profilkrümmung). Die Ziffer muss mit 10 multipliziert werden.
- die 4. und 5. Ziffer beschreibt die maximale Profildicke (angegeben als Prozentsatz im Verhältnis zur Länge der Profilsehne).

Beispiele: NACA 16-006, NACA 16-009, NACA 16-012, NACA 16-015, NACA 16-018, NACA 16-021

### NACA 16-123
Das NACA 16-123 Profil hat einen „minimum pressure“, das bei 60 % der Profiltiefe liegt (von der Flügelvorderkante aus; 2. Ziffer). Der Auftriebskoeffizient ist 0,1 (3. Ziffer). Die maximale Profildicke liegt bei 23 % der Profiltiefe (von der Flügelvorderkante aus; 4. und 5. Ziffer).

### NACA 16-015

NACA 16-015

Das NACA 16-015 Profil ist identisch mit dem NACA 0015-45 Profil. Das modifizierte NACA-Profil der 4er-Serie hat den Flügelnasenindex 4 (engl. leading edge index) und eine maximale Profildicke bei 50 % der Profiltiefe. Die Krümmung der Skelettlinie (engl. camber) ist Null.

## Sechsstellige NACA Serie
Ende der 1930er Jahre wendeten die Aerodynamiker ihre Aufmerksamkeit der Laminarströmung zu. Die Laminarprofile der Sechser-Serie hatten ihre maximale Profildicke weit hinter der Tragflächenvorderkante liegen. Das erste Flugzeug mit Laminarprofilen war die North American P-51 Mustang. Die Laminarprofile der 6er-Serie finden auch heute noch breite Anwendung in Hochgeschwindigkeitsflugzeugen.
Die Profile der sechsstelligen NACA-Serie sind eine Verbesserung der Profile der Einer-Serie. Der Schwerpunkt liegt dabei auf der Verbesserung der Laminarströmung.
Die sechsstellige NACA-Serie umfasst kompliziertere Profilformen, zu deren Entwurf weniger geometrische Verfahren herangezogen wurden, sondern vielmehr mathematisch-theoretische Ansätze benutzt wurden. Die theoretischen Grundlagen dazu konnten auf der Basis der Messung der vorhergehenden NACA-Serien geschaffen werden. Die NACA-6-Profile sind nicht mehr nach geometrischen Aspekten klassifiziert, sondern – im Gegensatz zur vier- und fünfstelligen NACA-Serie – nach der Geschwindigkeitsverteilung auf der Profiloberseite und Profilunterseite.
Die Profile der sechsstelligen NACA-Serie werden durch 6 Ziffern charakterisiert:
- die 1. Ziffer repräsentiert die Klassifikation der Serie. Die „6“ zeigt an, dass es sich um ein Profil der sechsstelligen NACA-Serie handelt;
- die 2. Ziffer beschreibt die Stelle des Druckminimums (engl.: minimum pressure area oder area of minimum pressure) bei stoßfreier Anströmung in Zehntel der Profiltiefe (also der Länge der Profilsehne);
- die 3. Ziffer ist tiefergestellt (Fußziffer) und beschreibt den Bereich der Abweichung des Auftriebskoeffizienten in Zehnerprozent vom Entwurfs-Auftriebskoeffizienten (engl. design lift coefficient) – die Breite des Bereichs der Auftriebszahl (in Zehnteln), bei der die Strömung um das glatte symmetrische Profil laminaren Charakter hat. Der Auftriebskoeffizient kann in einem bestimmten Bereich unter oder über dem Entwurfs-Auftriebskoeffizienten liegen. Bei dem Entwurfs-Auftriebskoeffizienten liegen günstige Druckgradienten sowohl auf der Unterseite, als auch auf der Oberseite des Profils vor.
- das 4. Zeichen ist ein Bindestrich;
- die 4. Ziffer benennt den Entwurfs-Auftriebskoeffizienten (engl. design lift coefficient) in Zehnerprozenten, das ist ein Maß für den Auftrieb bei stoßfreier Anströmung, und damit ein Maß für die Größe der Profilwölbung; der Entwurfs-Auftriebsbeiwert ist der Auftriebsbeiwert Ca bei α=0°.
- die 5. und 6. Ziffer benennt maximale Profildicke in Zehnerprozent (die Ziffer muss mit 10 multipliziert werden; angegeben als Prozentsatz im Verhältnis zur Länge der Profilsehne) – also das Dickenverhältnis.

### NACA 652-015
Das NACA-652-015-Profil gehört zur Profilreihe 6, hat einen Laminarbereich von 0,2, das Druckminimum liegt bei 50 % der Profiltiefe. Dieses Profil hat bei stoßfreier Anströmung keinen Auftrieb, denn es ist symmetrisch und nicht gewölbt. Das Dickenverhältnis (max. Profildicke/Profiltiefe) beträgt 15 %.

### NACA 612-345
Beim NACA-612-345-Profil hat a = 0,5 die „minimum pressure area“ bei 10 % der Profiltiefe. Das Profil hat 0,2 oberhalb und unterhalb des Auftriebskoeffizienten von 0,3 einen geringen Widerstand, da es innerhalb der Laminardelle arbeitet. Das Profil hat die größte Profildicke von 45 % der Profiltiefe. 50 % der Profiltiefe werden laminar umströmt.

### NACA 641-412
Das NACA-641-412-Profil hat eine ausgeprägte laminare Strömungscharakteristik, eine maximale Profilwölbung von 2,2 % und eine Profildicke von 12 %. Das Profil erreicht auch im Rückenflug einen guten Auftrieb.

## 6A-Serie
Die 6A-Serie ist eine Modifikation der sechsstelligen NACA‑Serie, bei der die Skelettlinie modifiziert wurde.
Beispiel: 63A409: die erste Stelle beschreibt die Zugehörigkeit zur sechsstelligen NACA-Familie, die zweite Ziffer den Wert auf der Profilsehne mit dem minimalen Druckgradienten. Das A ist eine spezifische Konstante der sechsstelligen NACA-Familie und ist definiert als A = 0,8. Die vierte Stelle gibt den Auslegungs- („designed“) Auftriebskoeffizienten (in Zehntel; cA = 0,4) an. Die beiden letzten Ziffern geben in Prozent die relative Dicke an (9 % d/l).
Beispiele: 63A112, 63A210, 63A412, 63A415, 63A418, 63A421, 63A615, 63A010; Grumman F-14 NACA 64A209.65 mod (Anmerkung: mod steht für modifiziert) und 64A208.91 (Tragflächenwurzel und Tragflächenspitze).

## Siebenstellige NACA-Serie
Weitere Fortschritte bei der Maximierung der Laminarströmung wurden erreicht, indem die Druckverteilung auf der Tragflächenoberseite getrennt vom Druck auf der Tragflächenunterseite betrachtet wurde.
Die Profile der siebenstelligen NACA‑Serie werden durch sieben Ziffern beschrieben:
- die 1. Ziffer repräsentiert die Klassifikation der Serie. Die „7“ zeigt an, dass es sich um ein Profil der siebenstelligen NACA-Serie handelt;
- die 2. Ziffer beschreibt den Abstand der Saugspitze auf der Tragflächenoberseite in Zehnerprozent im Verhältnis zur Profiltiefe;
- die 3. Ziffer beschreibt den Abstand der Saugspitze auf der Tragflächenunterseite in Zehnerprozent im Verhältnis zur Profiltiefe;
- die 4. Stelle ist ein Buchstabe, der auf das Standardprofil verweist, das aus den früheren NACA-Serien bereits vorliegt;
- die 4. Ziffer gibt den Auftriebskoeffizienten an. Die Ziffer muss mit 10 multipliziert werden;
- die 5. und 6. Ziffer gibt die maximale Profildicke in Zehnerprozent an (die Ziffer muss mit 10 multipliziert werden.) (angegeben als Prozentsatz im Verhältnis zur Länge der Profilsehne);
- die 7. Angabe ist ein „a =“, gefolgt von einer Dezimalzahl, die den Anteil der Profiltiefe angibt, bis zu dem die Laminarströmung erhalten bleibt. Der Standardwert a=1 (laminare Strömung liegt über die gesamte Profiltiefe an; 100 %) wird nicht mitgeschrieben.

### NACA 712A345
Das NACA-712A345-Profil hat eine Saugspitze, die auf der Tragflächenoberseite bei 10 % der Profiltiefe liegt und auf der Tragflächenunterseite bei 20 %. Verwendet wird das Standard-Profil „A“. Der Auftriebskoeffizient beträgt 0,3. Die maximale Profildicke liegt bei 45 % der Profiltiefe.

## Achter-NACA-Serie
Die Achter-Serie der NACA-Profile wurde mit dem Ziel entwickelt, vorteilhafte Eigenschaften in der Nähe der Schallgeschwindigkeit zu erreichen. Die Benennung der Profile ist identisch mit der siebenstelligen NACA-Serie. Lediglich die erste Ziffer ist eine „8“, um damit anzuzeigen, dass es sich um ein Profil der Achter-NACA-Serie handelt.

## Profilaufmaß

Bild 1

Die Profilform für den Bau des Profils wird aus Tabellen mit den x-y-Koordinaten für das Profilaufmaß entnommen. Diese Tabellen wurden aus der Profilformel errechnet.
Die Berechnung der Profilkoordinaten erfolgt im Bereich der Vorderkante und des vorderen Drittels der Profiltiefe mit kurzen Abständen auf der x-Achse, da sich hier die y-Werte schon bei kleiner Änderung der x-Werte deutlich ändern und die Vorderkante besonders kritisch für die Aerodynamik ist (Bild 1). Für den weiteren Verlauf der Profilform reicht es für gewöhnliche aerodynamische Anwendungen, wenn die Stützpunkte für die Konstruktion des Profils nicht mehr ganz so eng liegen. Im Bereich der Profilhinterkante werden manchmal die Abstände auf der x-Achse auch enger gewählt, um die x-y-Koordinaten zu berechnen. Natürlich erlauben die Formeln für die Konstruktion des Profils die Berechnung von beliebig vielen x-y-Werten der Profiloberfläche. Zur Ermittlung der genauen Position von Dickenrücklage und Wölbungsrücklage sind ebenfalls kleinere Schritte auf der x-Achse erforderlich (falls nicht auf entsprechende Formeln zurückgegriffen wird).
| NACA-Profil 2412 (x-y-Koordinaten) | NACA-Profil 2412 (x-y-Koordinaten) | NACA-Profil 2412 (x-y-Koordinaten) | NACA-Profil 2412 (x-y-Koordinaten) |
| Obere Fläche                       | Obere Fläche                       | Untere Fläche                      | Untere Fläche                      |
| x-Wert                             | y-Wert                             | x-Wert                             | y-Wert                             |
| ---------------------------------- | ---------------------------------- | ---------------------------------- | ---------------------------------- |
| 0                                  | 0                                  | 0                                  | 0                                  |
| 1,25                               | 2,15                               | 1,25                               | 1,65                               |
| 2,5                                | 2,99                               | 2,5                                | −2,27                              |
| 5,0                                | 4,13                               | 5,0                                | −3,01                              |
| 7,5                                | 4,96                               | 7,5                                | −3,46                              |
| 10                                 | 5,63                               | 10                                 | −3,75                              |
| 15                                 | 6,61                               | 15                                 | −4,10                              |
| 20                                 | 7,26                               | 20                                 | −4,23                              |
| 25                                 | 7,67                               | 25                                 | −4,22                              |
| 30                                 | 7,88                               | 30                                 | −4,12                              |
| 40                                 | 7,80                               | 40                                 | −3,80                              |
| 50                                 | 7,24                               | 50                                 | −3,34                              |
| 60                                 | 6,36                               | 60                                 | −2,76                              |
| 70                                 | 5,18                               | 70                                 | −2,14                              |
| 80                                 | 3,75                               | 80                                 | −1,50                              |
| 90                                 | 2,08                               | 90                                 | −0,82                              |
| 95                                 | 1,14                               | 95                                 | −0,48                              |
| 100                                | 0                                  | 100                                | 0                                  |

- x-Werte: Abstand von der Vorderkante, entlang der Profilsehne
- y-Werte für die Profiloberseite (yo) und die Profilunterseite (yu)
- y-Werte der Ober- und Unterseite des Profils: yo + yu
- y-Werte der relativen Wölbung: f' (ist identisch mit den y-Koordinaten der Skelettlinie: yo – (yo + yu)/y)

| NACA-Profil 23018 (x-y-Koordinaten) (Beispiel: Dornier Do 28D Skyservant) | NACA-Profil 23018 (x-y-Koordinaten) (Beispiel: Dornier Do 28D Skyservant) | NACA-Profil 23018 (x-y-Koordinaten) (Beispiel: Dornier Do 28D Skyservant) | NACA-Profil 23018 (x-y-Koordinaten) (Beispiel: Dornier Do 28D Skyservant) | NACA-Profil 23018 (x-y-Koordinaten) (Beispiel: Dornier Do 28D Skyservant) |
| x                                                                         | yo                                                                        | yu                                                                        | yo + yu                                                                   | f'                                                                        |
| ------------------------------------------------------------------------- | ------------------------------------------------------------------------- | ------------------------------------------------------------------------- | ------------------------------------------------------------------------- | ------------------------------------------------------------------------- |
| 0                                                                         | 0                                                                         | 0                                                                         | 0                                                                         | 0                                                                         |
| 1,25                                                                      | 4,09                                                                      | −1,83                                                                     | 5,92                                                                      | 1,13                                                                      |
| 2,5                                                                       | 5,29                                                                      | −2,71                                                                     | 8,00                                                                      | 1,29                                                                      |
| 5,0                                                                       | 6,92                                                                      | −3,80                                                                     | 10,72                                                                     | 1,56                                                                      |
| 7,5                                                                       | 8,01                                                                      | −4,60                                                                     | 12,61                                                                     | 1,71                                                                      |
| 10                                                                        | 8,83                                                                      | −5,22                                                                     | 14,05                                                                     | 1,81                                                                      |
| 20                                                                        | 10,36                                                                     | −6,86                                                                     | 17,22                                                                     | 1,57                                                                      |
| 30                                                                        | 10,55                                                                     | −7,47                                                                     | 18,02                                                                     | 1,54                                                                      |
| 40                                                                        | 10,04                                                                     | −7,37                                                                     | 17,41                                                                     | 1,34                                                                      |
| 50                                                                        | 9,05                                                                      | −6,81                                                                     | 15,86                                                                     | 1,12                                                                      |
| 60                                                                        | 7,75                                                                      | −5,94                                                                     | 13,69                                                                     | 0,91                                                                      |
| 70                                                                        | 6,18                                                                      | −4,82                                                                     | 11,00                                                                     | 0,68                                                                      |
| 80                                                                        | 4,40                                                                      | −3,48                                                                     | 7,88                                                                      | 0,46                                                                      |
| 90                                                                        | 2,39                                                                      | −1,94                                                                     | 4,33                                                                      | 0,23                                                                      |
| 100                                                                       | 0,19                                                                      | −0,19                                                                     | 0,38                                                                      | 0                                                                         |

Trotz gewisser Erfolge beim Entwurf von Tragflächenprofilen kamen diese Profilformen bis 1940 kaum durch theoretische Überlegungen zustande, sondern durch Versuch und Irrtum. Die Profilformen wurden nach Augenmaß gezeichnet, gründlich getestet und durch kleine Änderungen optimiert. In Windkanälen wurden zu jener Zeit massenhaft Versuchsdaten gewonnen, die jedoch auf Grund der fehlenden einheitlichen Klassifikation, sowie unterschiedlicher Symbole und Einheiten, nur schwer oder gar nicht vergleichbar waren. So war beispielsweise die Darstellung gewölbter Profile in der x-y-Tabelle nicht einheitlich. Bei den Göttinger Profilen lag die x-Achse tangential (von unten) am Profil an, während bei den NACA-Profilen die x-Achse mit der Profilsehne identisch ist.
Mit der Untersuchung ganzer Profilfamilien wurde der Profilentwurf systematischer. Ausgehend von einem symmetrischen Standardquerschnitt wurde die Profilwölbung abgewandelt. Erste Versuchsreihen dieser Art wurden in der Royal Aircraft Factory (RAF) (später umbenannt in Royal Aircraft Establishment) in Farnborough durchgeführt. So wurden durch systematische Variationen der Profilwölbung aus dem symmetrischen Profil RAF 30 (RAF-Profile) die Profile RAF 31, RAF 32, RAF 33 usw. entwickelt. Dasselbe geschah mit dem Standardprofil RAF 40 und RAF 15. Wobei die Zahlen 15, 30 und 40 nur bedeuten, dass es sich um das 15., 30. und 40. Versuchsprofil der RAF gehandelt hat.
Erst mit den NACA-Profilen wurde die Systematik der Profilnummern wissenschaftlich, da die Informationen zu den Profilen jetzt in den verschiedenen Ziffern der Profilnummer kodiert waren. Mit den Fortschritten der theoretischen Aerodynamik wurde das Benennungssystem der NACA-Profile leider im Verlauf der verschiedenen NACA-Serien immer mehr modifiziert und erweitert, es wurden immer längere alpha-numerische Bezeichnungen verwendet und das System der Profilnummern wurde inkonsistent.

## Weitere Profilserien

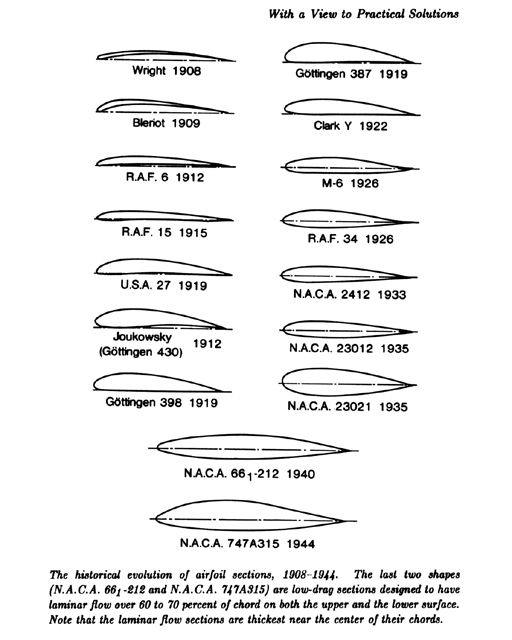
Historische Entwicklung der Profile (1909–1944)

Bereits vor den NACA-Serien gab es systematische Profiluntersuchungen an der Aerodynamischen Versuchsanstalt in Göttingen, die allerdings nicht so bekannt sind und einen geringeren Umfang hatten. Daraus wurden die Göttingen-Profile entwickelt.
An der Göttinger Versuchsanstalt wurden seit den 1910er Jahren systematische Versuchsreihen mit Profilformen durchgeführt, aus denen der Göttinger-Profil-Katalog erstellt wurde. Diese Profile haben die Kurzbezeichnung „Gö“ und drei Unterscheidungsziffern. Gö-Profile unterliegen keiner erkennbaren Systematik, sondern sind nach der Reihenfolge der Aufnahme in den Profilkatalog benannt. So beinhaltet der Katalog z. B. auch Profile von Doppeldeckern aus dem Ersten Weltkrieg. Bekannt waren z. B. die an Segelflugzeugen der 1930er häufig eingesetzten Profile Gö 532 / Gö 549 / Gö 676.
Versuchsreihen von Virginius E. Clark.in den USA führten zu den Clark-Profilen, dessen bekanntestes das Clark-Y von 1922 ist. Von diesem Profil existiert wiederum eine Variante mit leicht hochgezogener Hinterkante, die Clark-YH heißt und bei der Hawker Hurricane, der Iljuschin Il-2 und der Jakowlew Jak-3 Verwendung fand. Das originale Clark-Y ist bis heute im Modellbau sehr verbreitet.
- die russischen ZAGI-Profile (engl. TsAGI-profile); benannt nach dem Zentralen Aerohydrodynamischen Institut (Beispiele: ZAGI-2, ZAGI-4, ZAGI-4M (russisch ЦАГИ-4М), TsAGI-541 Profil der Polikarpow Po-2)

Mit der Einführung von computergestützten Berechnungsverfahren ab den 1960ern konnte man dazu übergehen, direkt die aerodynamisch entscheidende Druckverteilung vorzuschreiben und daraus die Profilkontur abzuleiten. Anfang der 1980er entstand an der Uni Stuttgart das von Richard Eppler entwickelte numerische Eppler-Programm.
- Eppler-Profile Richard Eppler und Franz Xaver Wortmann führten nach 1955 Untersuchungen an Laminarprofilen durch. Jedes Profil war auf eine konkrete Aufgabe zugeschnitten. Es waren also nicht, wie die NACA-Profile, theoretische Variationen eines Ursprungsprofils. Der Eppler-Profilkatalog umfasst weit über 1000 computerberechnete Profile, deren bekanntestes das E-603 ist, welches bei der Astir-Serie der Firma Grob Verwendung fand.
- Wortmann-Profile (Bezeichnung „FX“). Die hintere Zahlengruppe beschreibt die Profildicke in Promille, also beim FX60-126 126 ‰ = 12,6 %. Die zwischengestellten Buchstaben H und K stehen für momentarme Rotorblattprofile (H=Hubschrauber), z. B. FX 66-H-159, oder für spezielle Wölbklappenprofile (K=Klappe), z. B. FX 67-K-150. Das Wortmann-Profil FX60-126 fand jahrelang an den Außenflügeln der Kunststoff-Segelflugzeuge der Firma Alexander Schleicher Verwendung (ASW 12–ASW 22).
- NT-Profile (NT steht für „Neue Technologie“; auch als TNT bezeichnet – „Tragflügel Neue Technologie“) der Firma Dornier.
- HQ-Profile (HQ steht für Horstmann/Quast aber auch für Helmut Quabeck): Die Profile von Horstmann und Quast entstanden am Institut für Entwurfsaerodynamik am DLR Braunschweig und werden von einer ganzen Reihe von personentragenden Flugzeugen, u. a. vielen Segelflugzeugen verwendet, so z. B. am Innenflügel der Schleicher ASH 25 (HQ17/14,38). Die Profile von Helmut Quabeck kommen eher im Modellflug zum Einsatz. Hier sei beispielsweise die HQ/ACRO-Profilserie genannt (Spezialprofile für Kunstflug), aber auch die HQ/S- (S-Schlag-Profile) und die HQ/W-Profilserien (Profile für den Wölbklappeneinsatz).

Eine veraltete Einteilung der Profilformen orientiert sich an den geometrischen Eigenschaften der Profile:
- Laminarprofile (große Dickenrücklage),
- symmetrische Profile,
- unsymmetrische bikonvexe Profile,
- symmetrische bikonvexe Profile,
- Profile mit flacher Unterseite,
- modifizierte Profile mit flacher Unterseite,
- S-Schlag-Profile (engl. reflexed airfoils),
- Durchströmte Profile,
- Aeroelastische Profile.